# Limba chineză
Limba chineză este cea mai vorbită limbă din lume (după numărul de vorbitori), fiind limba oficială în China, Taiwan și una din limbile oficiale în Singapore. De asemenea, este una din limbile oficiale ale Organizației Națiunilor Unite. Din populația Chinei, aproximativ 95% sunt vorbitori de chineză.

## Chineza: o limbă sau un grup de limbi
Pe teritoriul Chinei se vorbesc mai multe dialecte ale chinezei, care din anumite puncte de vedere ar putea fi interpretate ca limbi înrudite. Diferențele dintre dialectele chineze fac imposibilă înțelegerea verbală, fiind comparabile cu diferențele dintre limbile romanice. Pe de altă parte, scrierea este comună tuturor dialectelor, pentru că ideogramele chinezești indică numai sensul, nu și rostirea. Astfel, doi chinezi vorbind dialecte diferite se vor putea înțelege în scris, chiar dacă nu se pot înțelege verbal.
Dialectul mandarin vorbit în Beijing este promovat de guvern ca limbă vorbită pe întreg teritoriul Chinei, cât și în Taiwan și Singapore. Odată cu întărirea curentului politic pro-independență în Taiwan, în această insulă a început să se folosească mai des dialectul local.
În Sudul Chinei este vorbit dialectul cantonez, care este limba principală vorbită din Hong Kong și Macao.

## Chineza scrisă
Relația dintre chineza vorbită și cea scrisă este destul de complexă. Variantele vorbite au evoluat diferit, în timp ce limba scrisă s-a schimbat mult mai puțin. Literatura clasică chineză a început în perioada cunoscută ca "Primăvara și Toamnă", cu toate că s-au descoperit înregistrări scrise începând cu secolele XIV î.Hr. pe oasele oraculare a dinastiei Shang.
Ortografia chineză s-a bazat pe caracterele chinezești, hanzi, care sunt grafate în limitele unui pătrat imaginar, în mod tradițional, aranjate în coloane verticale, citite de sus în jos și de la dreapta la stânga în coloane. Caracterele chinezești sunt morfeme independente ale modificărilor fonetice. Astfel, "numărul unu", Yi în mandarină, Yat în cantoneză se scrie folosind un caracter identic ( "一").

### Caracterele chineze
Caracterele chinezești au evoluat de-a lungul timpului de la formele primitive de hieroglife. Ideea că toate caracterele chinezești sunt fie pictografe sau ideografe este una greșită: cele mai multe caractere combină elementul fonetic, și sunt compuse din componente fonetice și radicali semantici. Numai cele mai simple caractere, cum ar fi 人 ren (om), 日 ri (soare),山 shan (munte), 水 shui (apă), pot fi în întregime considerate pictograme. În anul 100 d. Hr. savantul renumit Xǚ Shen în perioada Dinastiei Han a clasificat caracterele în șase categorii, și anume: pictografe, ideografe simple, ideografe compuse, împrumuturi fonetice, compuși din caractere fonetice și caractere derivate. Dintre acestea, doar 4% au fost clasificate ca pictografe,iar 80-90% ca și compuși, constând dintr-un element semantic, care indică sensul, și un element fonetic care indică pronunția. În general, elementul fonetic este mult mai exact și mai important decât cel semantic. Există aproximativ 214 radicali înregistrați în Dicționarul Kangxi.
Caracterele moderne sunt scrise folosind după stilul standard (楷书/楷书kǎishū). Diferite stiluri scrise sunt, de asemenea, folosite în caligrafie din Asia de Est, inclusiv scrisul de stampilă (篆书/篆书zhuànshū), scrisul cursiv (草书/草书cǎoshū) și scrisul documentar (隶书/隶书lìshū). Caligrafii pot scrie cu caractere tradiționale și simplificate, dar au tendința de a folosi caracterele tradiționale pentru arta tradițională.
În prezent, există două sisteme de caractere chinezești. Sistemul tradițional, folosit în Hong Kong, Taiwan, Macao (cu excepția Singaporului și Malaisia) de chinezi în afara Chinei continentale. Formele de caractere standardizate datează de la sfârșitul dinastiei Han. Sistemul simplificat de caractere chineze, elaborat de conducerea Republicii Populare Chineze, în 1954 a promovat o alfabetizarea în masă, cu o simplificare a simbolurile tradiționale, prin reducerea numărului de ștrihuri, multe forme amintind stilul rapid de scriere a caracterelor prescurtate.

### Numărul caracterelor chinezești
Un chinez cult recunoaște aproximativ 6 000-7 000 de caractere. Circa 3 000 de caractere sunt obligatorii pentru a citi un ziar. Guvernul RPC definește nivelul de alfabetizare în rândul lucrătorilor prin cunoașterea a 2 000 de caractere. Un dicționar mare integral, ca Dicționarul Kangxi, conține peste 40 000 de caractere, inclusiv variante obscure, rare, și caractere arhaice; mai puțin de un sfert din aceste caractere sunt acum utilizate în mod obișnuit.

### Istoria limbii chineze
Cei mai mulți lingviști clasifică toate varietățile vorbite ale limbii chineze moderne, ca parte a familiei de limbi sino-tibetane și cred că a existat o limba de origine, denumite proto-sino-tibetană, de la care au derivat limbile sinice și tibeto-birmaneză. Relația dintre chineză și alte limbi sino-tibetane este un domeniu de cercetare activ, cum este și încercarea de a reconstrui limba proto-sino-tibetană. Principala dificultate în acest efort este că, deși există documente suficiente pentru a permite o reconstrucție a sunetelor limbii chineze antice, nu există nici o dovadă scrisă care înregistrează diferențele dintre limba proto-sino-tibetană și chineză veche.
Chineză veche (Chineză simplificată: 上古汉语; chineză tradițională: 上古汉语; pinyin: Shànggǔ Hànyǔ), uneori cunoscută sub numele de "chineza arhaică", a fost limba vorbită în timpul Dinastiei Zhou (1122 î.Hr.-256 î.Hr.), în care au fost scrise textele care includ inscripții pe artefacte de bronz, poezia Shījīng, istoria Shūjīng, precum și porțiuni din Yìjīng (I Ching). Elemente de fonetică găsite în majoritatea caracterelor chinezești, oferă indicii pentru pronunția acestora. Pronunția caracterelor împrumutate din chineză în japoneză, vietnameză și coreeană, de asemenea, oferă informații valoroase despre chineza veche. Chineza veche folosea uneori flexiuni ale formelor. Aceasta poseda un sistem de sunete, în care aspirația sau respirația aspră se utiliza pentru diferențierea consoanelor, dar, probabil, limba chineză nu folosea tonurile de astăzi. Eforturile privind reconstrucția limbii chineze vechi au fost depuse de filologii dinastiei Qing. Unele dintre împrumuturile indo-europene timpurii în limba chineză au fost 蜜 mi"miere", 狮 shī "leu", și, poate, de asemenea, 马 ma"cal", 犬 quǎn "câine", și 鹅 é "gâscă". Sursa spune că reconstrucția chinezei vechi este tentativa, și nici într-un caz definitivă, astfel nu se pot trage concluzii.

## Dialectele (limbile) chinezești
- Mandarină - baza limbii literare moderne - 836 milioane vorbitori
- Șanhaieză (Wu) - 77 milioane vorbitori
- Cantoneză - 77 milioane vorbitori
- Taivaneză (Min) - 60 milioane vorbitori
- Jin - 45 milioane vorbitori
- Xiang - 36 milioane vorbitori
- Haca - 34 milioane vorbitori
- Gan - 31 milioane vorbitori
- Hui - 3,2 milioane vorbitori
- Pingua (apropiată de cantoneză) - 2 milioane vorbitori